# Syngonium salvadorense
Syngonium salvadorense är en kallaväxtart som beskrevs av Heinrich Wilhelm Schott. Syngonium salvadorense ingår i släktet Syngonium och familjen kallaväxter. Inga underarter finns listade.